# Musée ethnographique de Poltava
Le musée d’ethnographie de Poltava, fondé en 1891, est un des plus anciens d'Ukraine.
Dans des conditions modernes, le musée compte 40 salles, dont 24 ont été entièrement reconstruites. Ils contiennent plus de 300 000 objets exposés - des antiquités de différentes parties du monde (Égypte ancienne, Inde, Indonésie, Chine et Japon), des antiquités de valeur, des articles ménagers et de l'art populaire.

## Collections

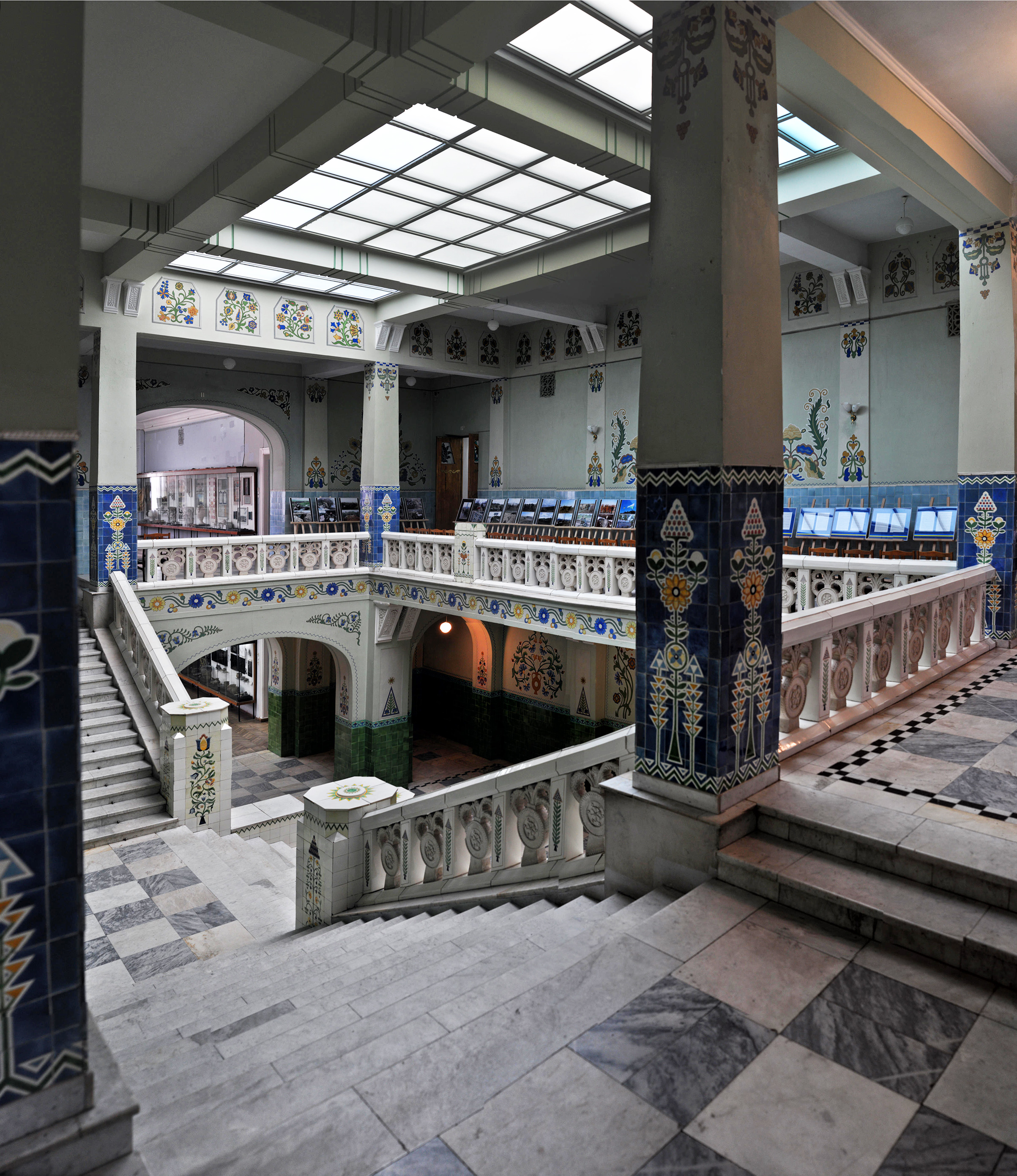
Intérieur
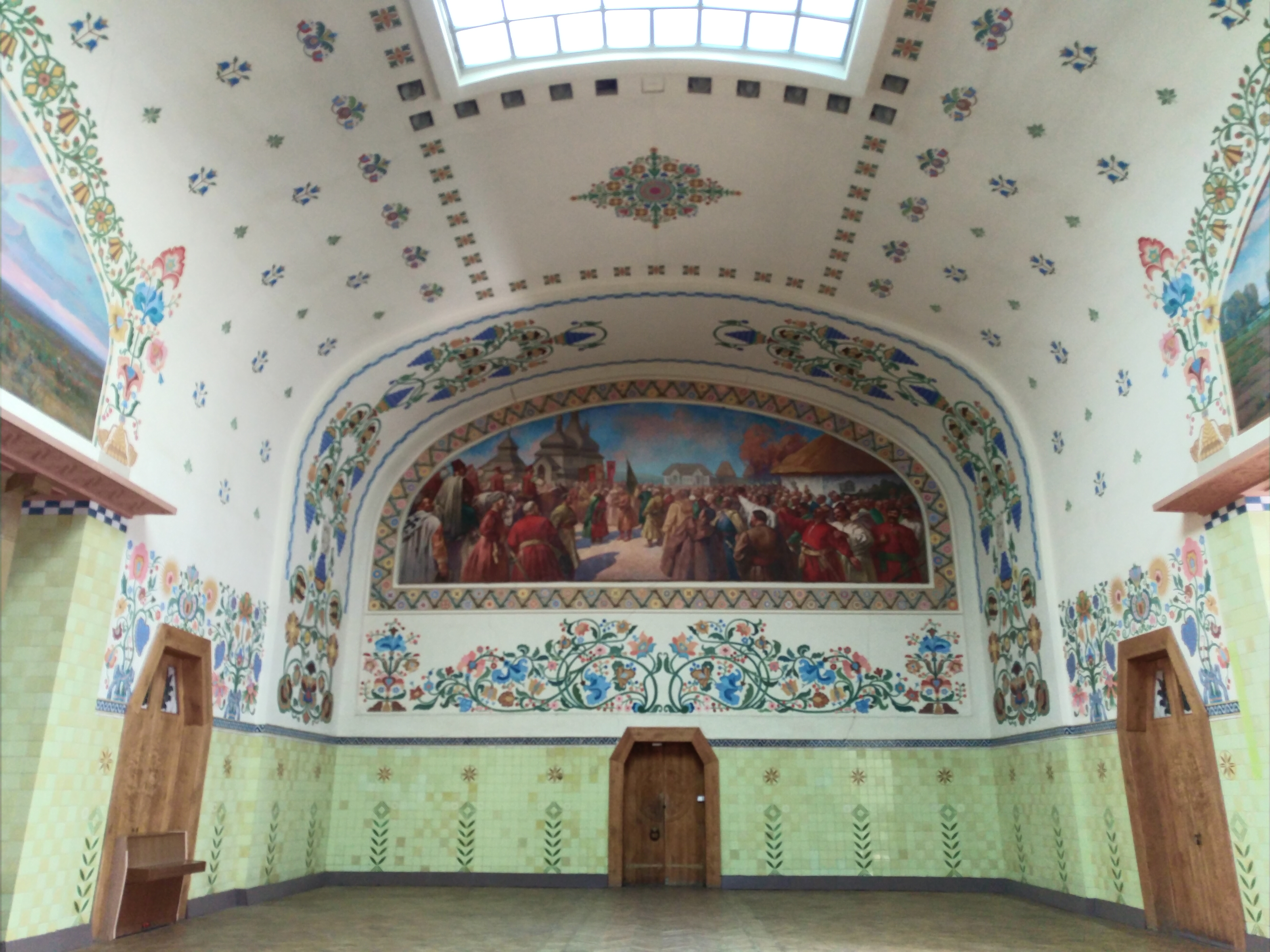
décoré
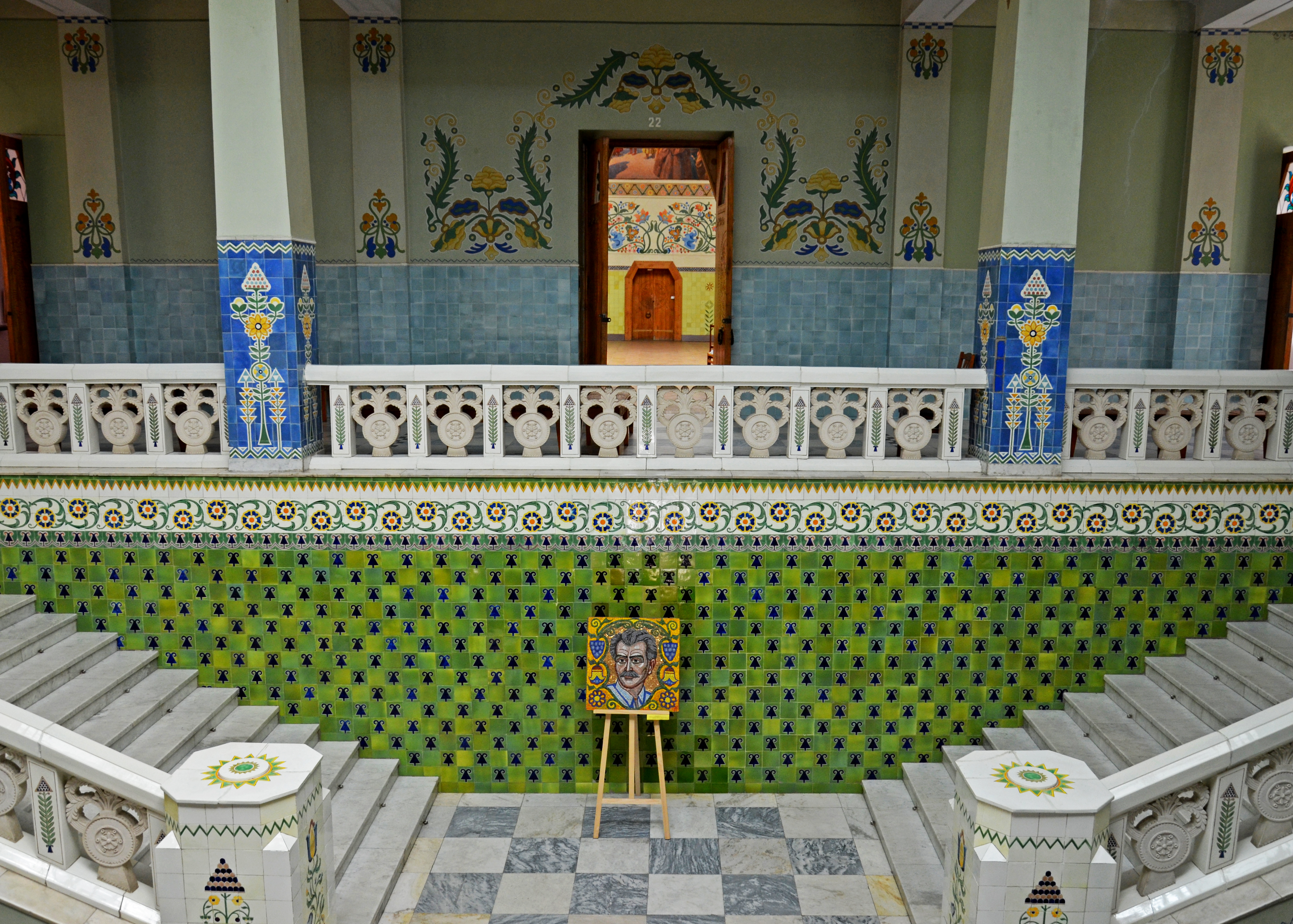
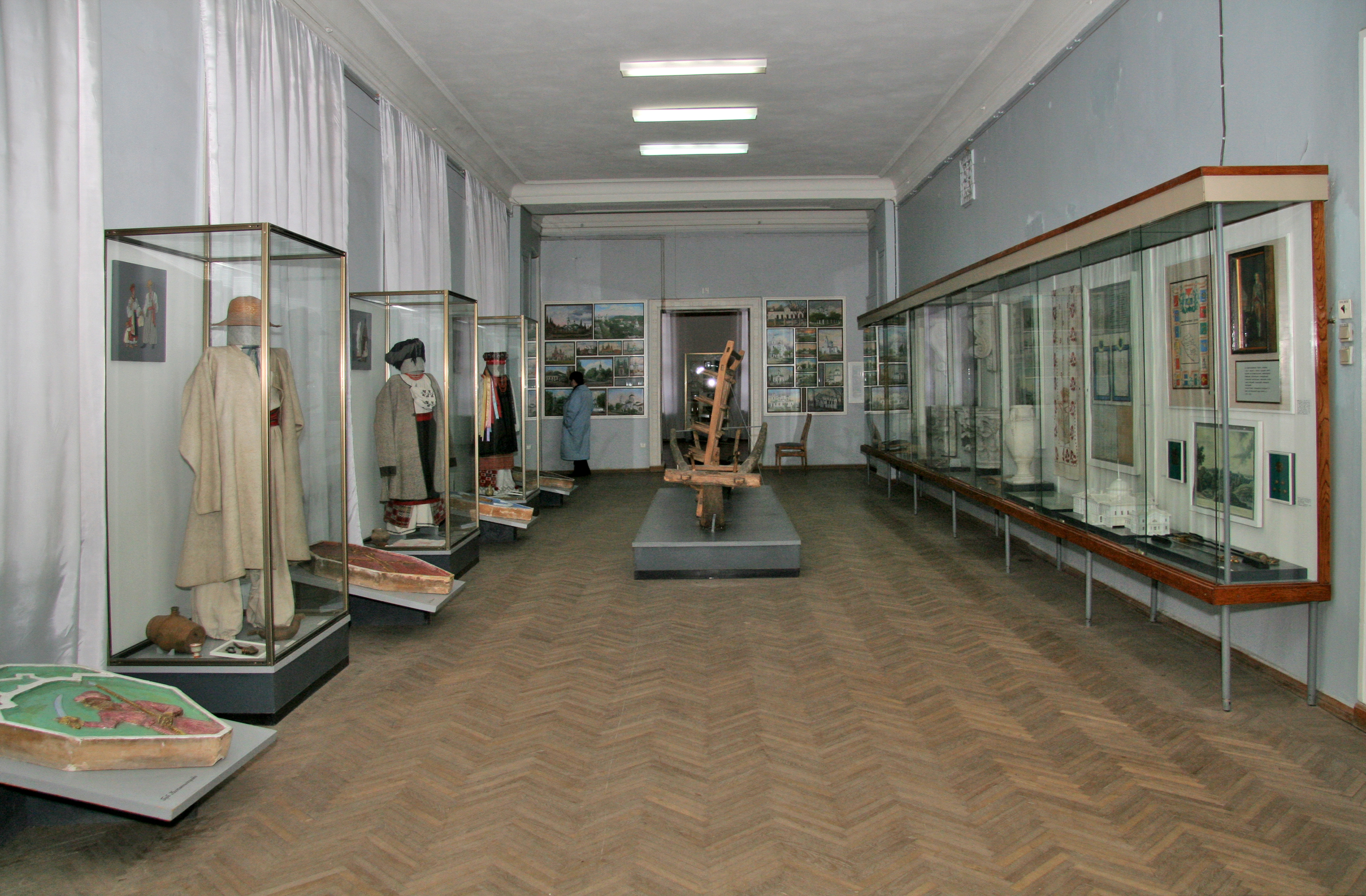
collection ethnographique
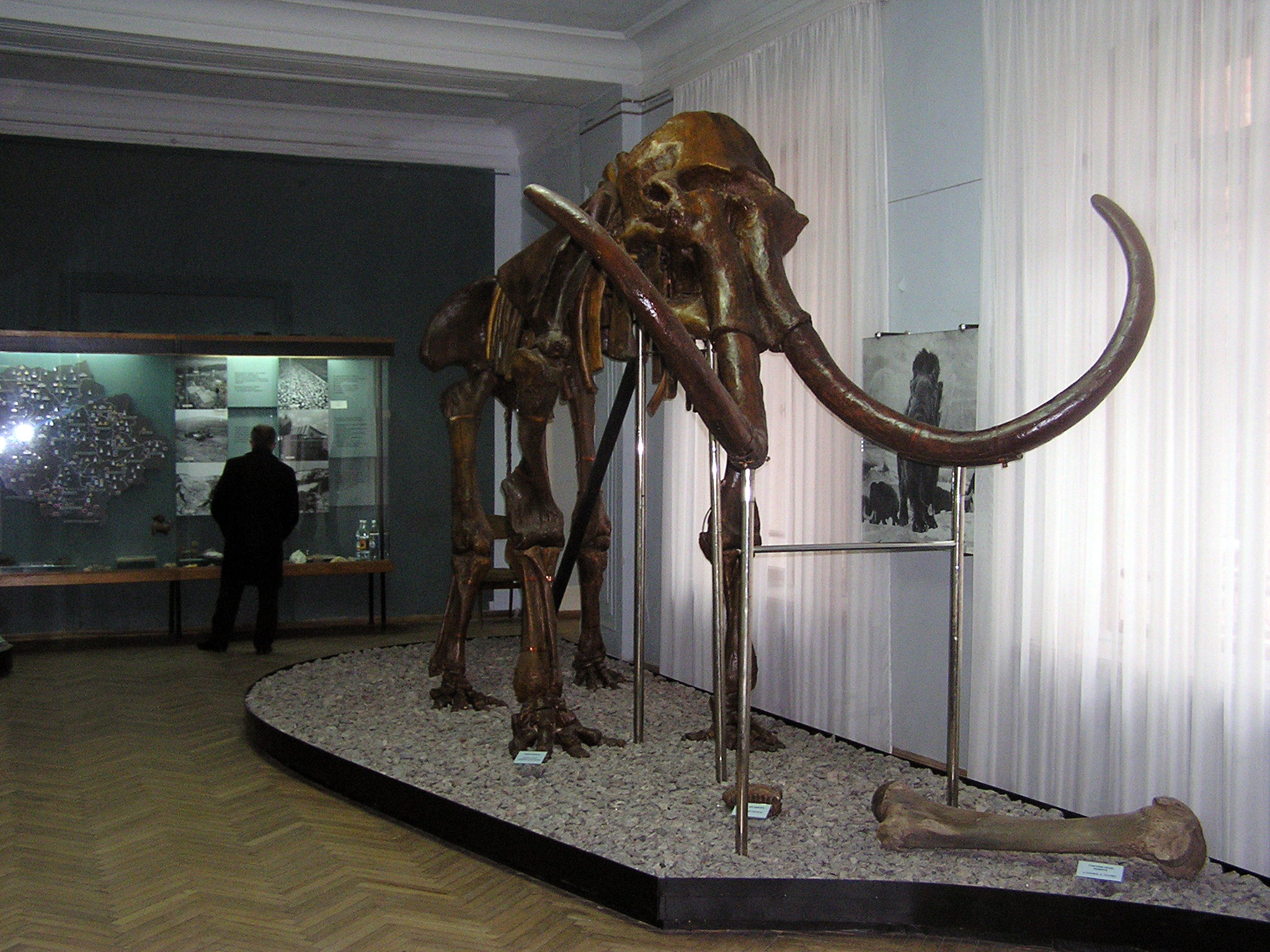
et archéologique.